# Eparchia di San Tommaso Apostolo di Sydney dei Caldei
L'eparchia di San Tommaso Apostolo di Sydney dei Caldei (in latino Eparchia Sancti Thomas Apostoli Sydneyensis Chaldaeorum) è una sede della Chiesa cattolica caldea immediatamente soggetta alla Santa Sede. Nel 2022 contava 79.608 battezzati. È retta dall'arcieparca (titolo personale) Amel Shamon Nona.

## Territorio
L'eparchia estende la sua giurisdizione sui fedeli della Chiesa cattolica caldea presenti in tutta l'Oceania.
Sede eparchiale è la città di Sydney, dove, nel sobborgo di Bossley Park, si trova la cattedrale di San Tommaso Apostolo.
Il territorio è suddiviso in 7 parrocchie.

## Storia
L'eparchia di San Tommaso Apostolo di Sydney dei Caldei è stata eretta il 21 ottobre 2006 con la bolla Inter gravissimas di papa Benedetto XVI.

## Cronotassi dei vescovi
Si omettono i periodi di sede vacante non superiori ai 2 anni o non storicamente accertati.
- Djibrail Kassab (21 ottobre 2006 - 15 gennaio 2015 ritirato)
- Amel Shamon Nona, dal 15 gennaio 2015

## Statistiche
L'eparchia nel 2022 contava 79.608 battezzati.
| anno | popolazione | popolazione | popolazione | presbiteri | presbiteri | presbiteri | presbiteri                | diaconi | religiosi | religiosi | parrocchie |
| anno | battezzati  | totale      | %           | numero     | secolari   | regolari   | battezzati per presbitero | diaconi | uomini    | donne     | parrocchie |
| ---- | ----------- | ----------- | ----------- | ---------- | ---------- | ---------- | ------------------------- | ------- | --------- | --------- | ---------- |
| 2006 | 29.000      | ?           | ?           | 7          |            | 7          | 4.142                     |         | 7         |           | ?          |
| 2009 | 32.000      | ?           | ?           | 9          | 3          | 6          | 3.555                     |         | 6         |           | 4          |
| 2010 | 31.000      | ?           | ?           | 9          | 3          | 6          | 3.444                     | 1       | 6         |           | 4          |
| 2014 | 35.000      | ?           | ?           | 9          | 9          |            | 3.888                     | 5       | 12        |           | 7          |
| 2017 | 35.000      | ?           | ?           | 9          | 9          |            | 3.888                     | 6       |           | 2         | 5          |
| 2020 | 60.000      | ?           | ?           | 11         | 11         |            | 5.454                     | 5       |           | 2         | 6          |
| 2022 | 79.608      | ?           | ?           | 11         | 11         |            | 7.237                     | 5       |           | 2         | 7          |